# Njubou Island
Njubou Island ist eine Binneninsel im Gambia-Fluss im westafrikanischen Staat Gambia.
Die unbewohnte rund neun Quadratkilometer große Insel liegt im Fluss nördlich der Insel Pappa Island. Sie ist ungefähr sieben Kilometer lang und 2000 Meter breit. Auf der Südseite der Insel ist der Gambia rund 500 Meter breit, auf der Nordseite ist kein ausgeprägter Kanal vorhanden, diese Seite ist geprägt durch einen Mangrovenwald, der nur einen kleinen Kanal von rund zehn Meter frei lässt. Nach Osten hin, also flussaufwärts, durchziehen zahlreiche Bolongs die Insel und machen den Mangrovenwald undurchdringlich.